# Oleg Denisov
Oleg Dmitrievič Denisov (in russo Олег Дмитриевич Денисов?; Mosca, 9 febbraio 1967) è un ex giocatore di calcio a 5 russo, campione europeo con la nazionale russa nel 1999.

## Carriera
Portiere della Dina Mosca alla fine degli anni novanta, ha partecipato al FIFA Futsal World Championship 1992 in cui la Russia è uscita al primo turno. Ai campionati europei ha fatto parte della spedizione russa in Spagna nel 1996 dove è giunto in finale, allo UEFA Futsal Championship 1999 in Spagna, ha battuto in finale i padroni di casa ai calci di rigore dove egli stesso è stato grande protagonista. Sempre con la nazionale ha poi disputato l'anno dopo il FIFA Futsal World Championship 2000 giungendo quarto, ultima qualificazione russa ai campionati del mondo. Ha chiuso la sua carriera con la Russia nei grandi tornei internazionali con la medaglia di bronzo agli Europei 2001 in casa.

## Palmarès
- Campionato d'Europa: 1
Russia: 1999